# 27 (szám)
A 27 (római számmal: XXVII) egy természetes szám, a 3 köbe (tehát 3↑↑2, lásd tetráció).

## A szám a matematikában
A tízes számrendszerbeli 27-es a kettes számrendszerben 11011, a nyolcas számrendszerben 33 , a tizenhatos számrendszerben 1B alakban írható fel.
A 27 páratlan szám, összetett szám, azon belül köbszám, kanonikus alakban a 33 hatvánnyal, normálalakban a 2,7 · 101 szorzattal írható fel. Négy osztója van a természetes számok halmazán, ezek növekvő sorrendben: 1, 3, 9 és 27.
Tízszögszám.
Két szám valódiosztó-összegeként áll elő, ezek a 69 és a 133.
A kilencszög átlóinak száma 27.
A 27-es szám több pitagoraszi számhármasban szerepel, ilyenek például a (27; 36; 45) és a (27; 120; 123) hármasok.
Az első 27 pozitív egész szám összege (vagyis a 27. háromszögszám) 378, szorzata (azaz a 27 faktoriálisa): 27! = 4,03291461126606 · 1026.
Az n = 27 és 0 ≤ k ≤ 13 értékekhez tartozó {\displaystyle _{n \choose k}} binomiális együtthatók rendre 1, 27, 351, 2925, 17 550, 80 730, 296 010, 888 030, 2 220 075, 4 686 825, 8 436 285, 13 037 895, 17 383 860, 20 058 300.
A 27 négyzete 729, köbe 19 683, négyzetgyöke 5,19615, köbgyöke 3, reciproka 0,037037. A 27 egység sugarú kör kerülete 169,64600 egység, területe 2290,22104
 területegység; a 27 egység sugarú gömb térfogata 82 447,95760 térfogategység.
A 27 helyen az Euler-függvény helyettesítési értéke 18, a Möbius-függvényé 0, a Mertens-függvényé −1.
A 27 tízes számrendszerben Harshad-szám, azaz osztható számjegyeinek összegével.

## A szám mint sorszám, jelzés
A periódusos rendszer 27. eleme a kobalt. A Messier-katalógus 27. objektuma (M27) a Súlyzó-köd.

## A szám a kultúrában
A magyar népmesékben a sárkányoknak a gyakoribb 7 mellett ritkábban szokott 27 feje is lenni.